# Dekanat czerwieński
Dekanat czerwieński – jeden z jedenastu dekanatów wchodzących w skład eparchii borysowskiej Egzarchatu Białoruskiego Patriarchatu Moskiewskiego.

## Parafie w dekanacie
- Parafia św. Mikołaja Cudotwórcy w Czerwieni
  - Cerkiew św. Mikołaja Cudotwórcy w Czerwieni
- Parafia św. Michała Archanioła w Grzebience
  - Cerkiew św. Michała Archanioła w Grzebience
- Parafia Narodzenia Najświętszej Maryi Panny w Janowiczach
  - Cerkiew Narodzenia Najświętszej Maryi Panny w Janowiczach
- Parafia Świętych Kosmy i Damiana w Klinku
  - Cerkiew Świętych Kosmy i Damiana w Klinku
- Parafia Zmartwychwstania Pańskiego w Ladach
  - Cerkiew Zmartwychwstania Pańskiego w Ladach
- Parafia Podwyższenia Krzyża Pańskiego w Rowaniczach
  - Cerkiew Podwyższenia Krzyża Pańskiego w Rowaniczach
- Parafia Zaśnięcia Najświętszej Maryi Panny w Rudni
  - Cerkiew Zaśnięcia Najświętszej Maryi Panny w Rudni
- Parafia św. Jerzego Zwycięzcy w Śmiłowiczach
  - Cerkiew św. Jerzego Zwycięzcy w Śmiłowiczach
- Parafia św. Mikołaja Cudotwórcy w Turcu
  - Cerkiew św. Mikołaja Cudotwórcy w Turcu
- Parafia Świętych Piotra i Pawła w Walewaczach
  - Cerkiew Świętych Piotra i Pawła w Walewaczach
- Parafia św. Jerzego Zwycięzcy w Wiadrzycy
  - Cerkiew św. Jerzego Zwycięzcy w Wiadrzycy
- Parafia Ikony Matki Bożej „Wszystkich Strapionych Radość” w Zapolu
  - Cerkiew Ikony Matki Bożej „Wszystkich Strapionych Radość” w Zapolu

## Galeria

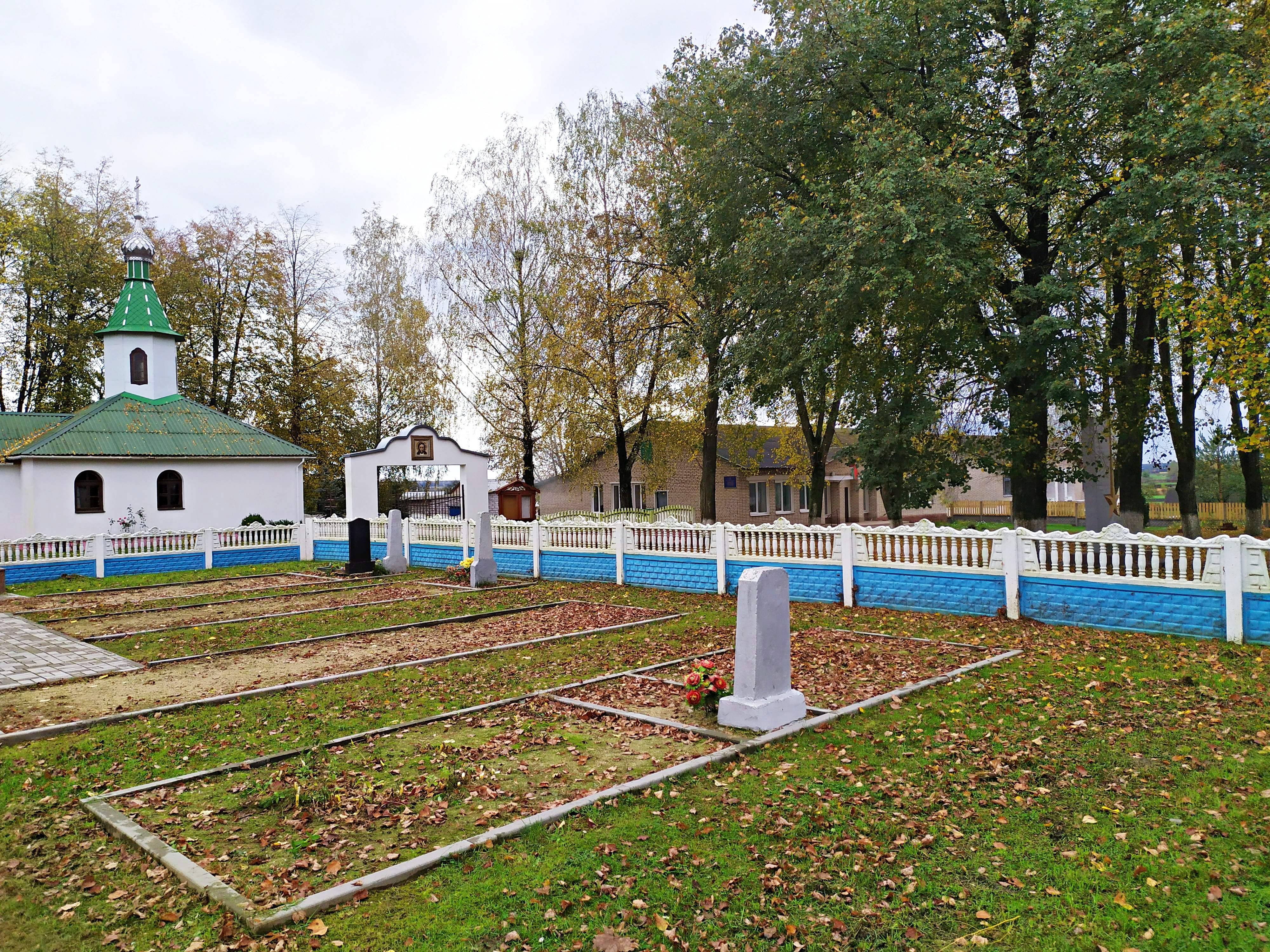
Cerkiew św. Kosmy i św. Damiana w Klinku
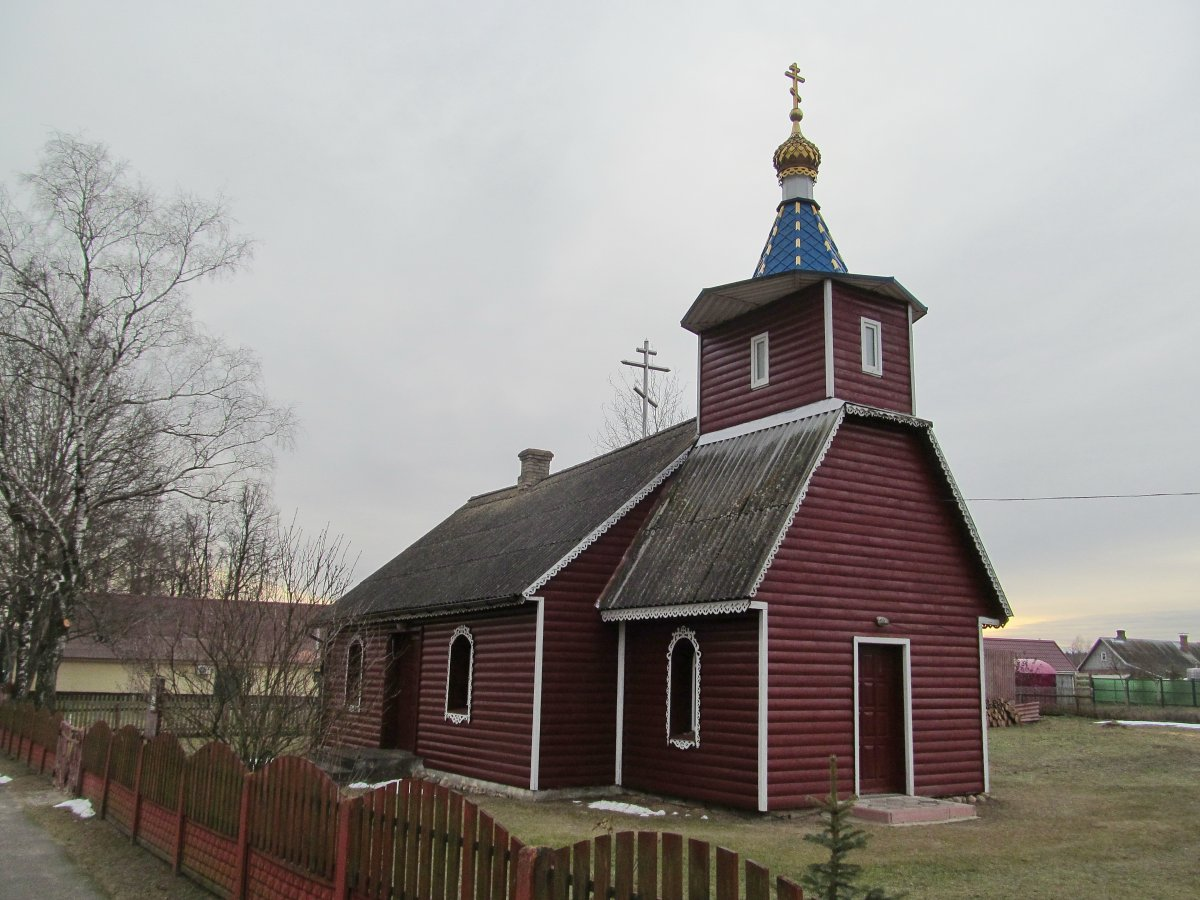
Cerkiew Podwyższenia Krzyża Pańskiego w Rowaniczach
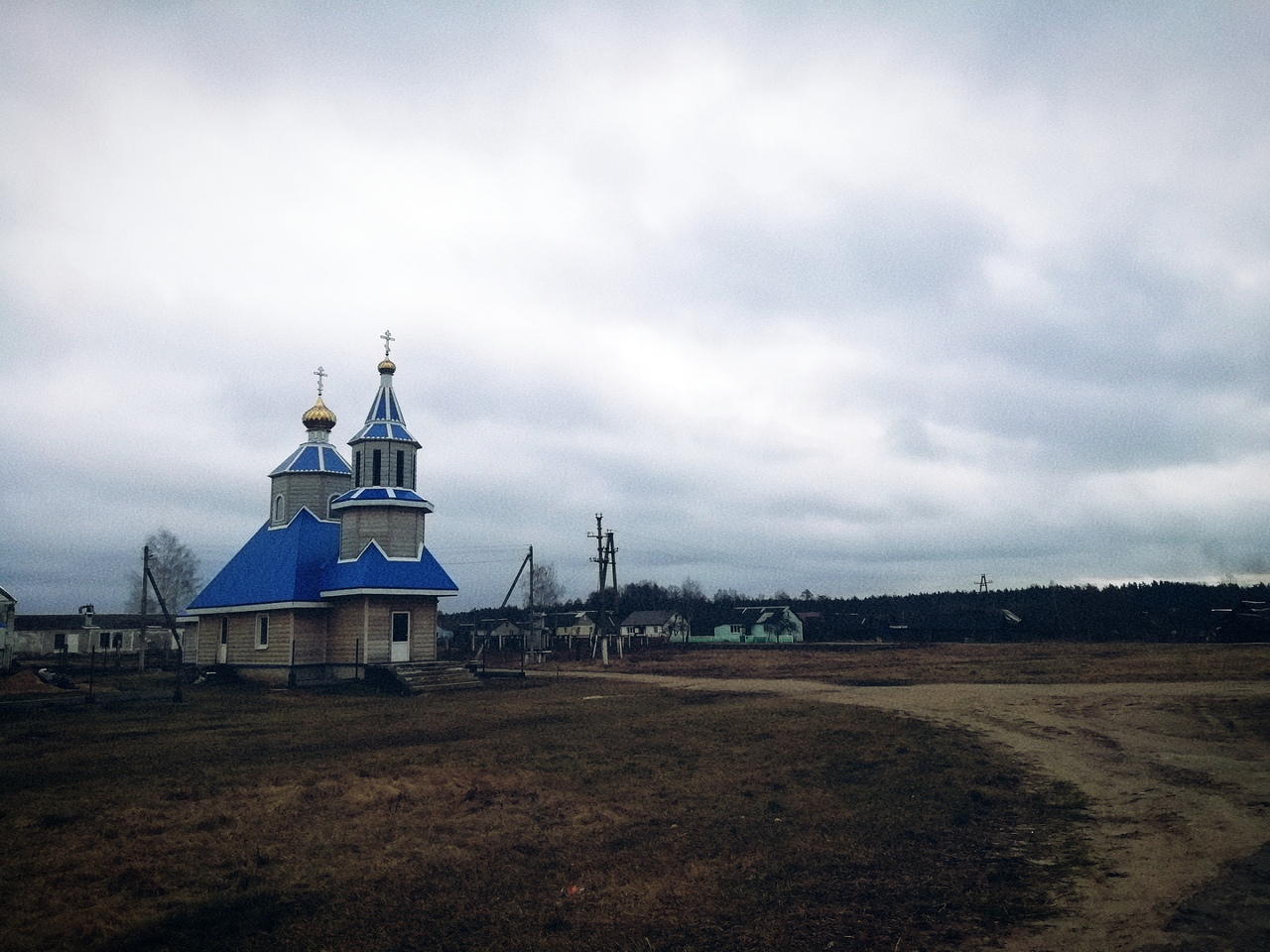
Cerkiew Zaśnięcia Matki Bożej w Rudni
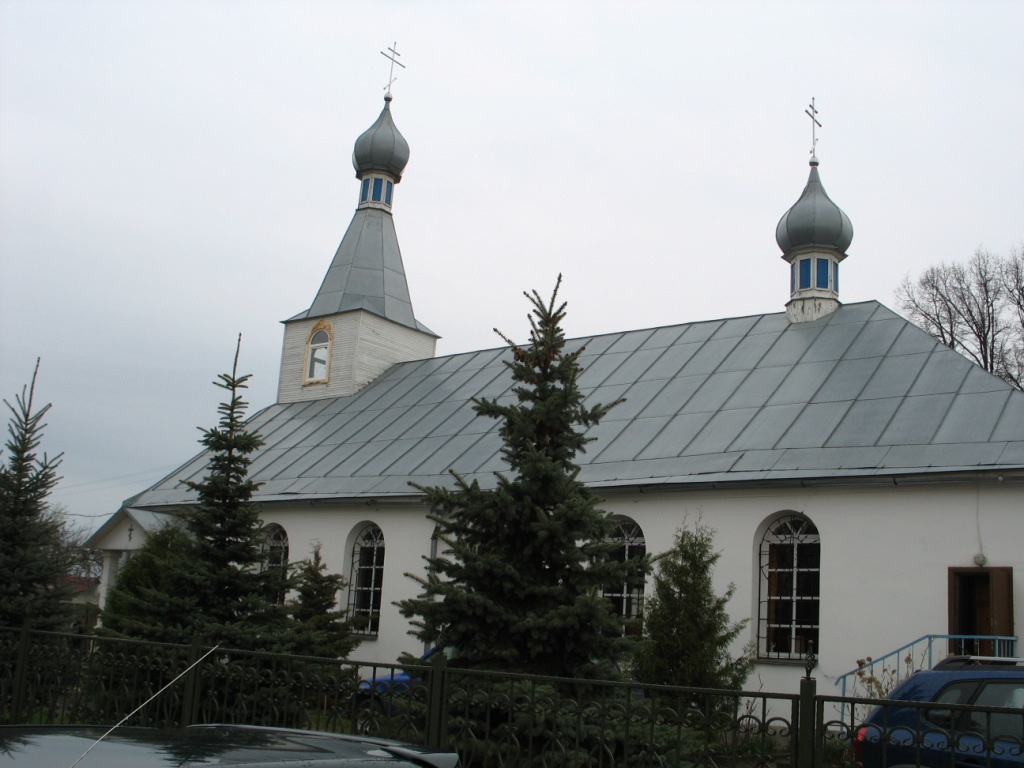
Cerkiew św. Jerzego Zwycięzcy w Śmiłowiczach
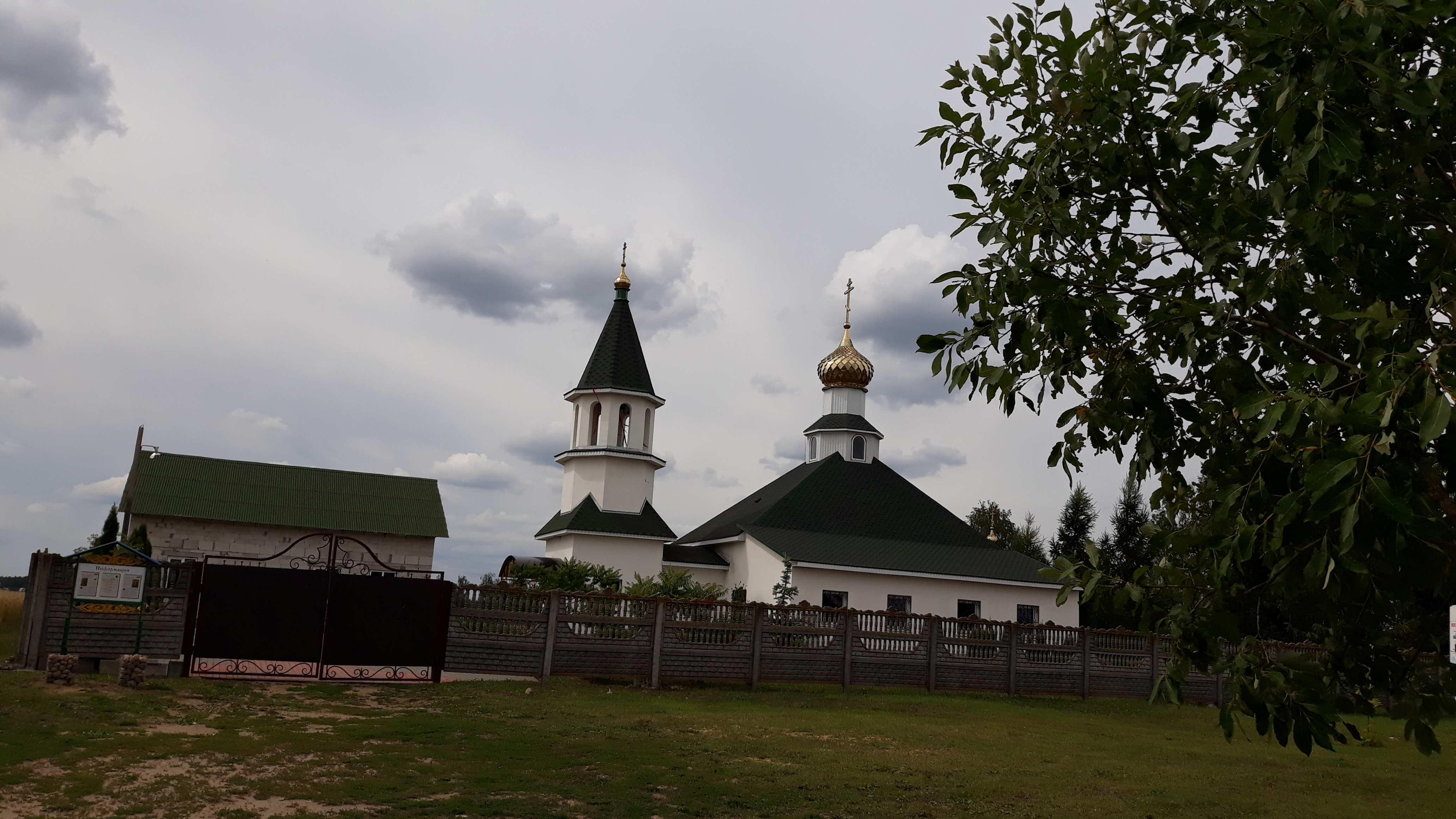
Cerkiew Świętych Piotra i Pawła w Walewaczach